# Honda Gold Wing

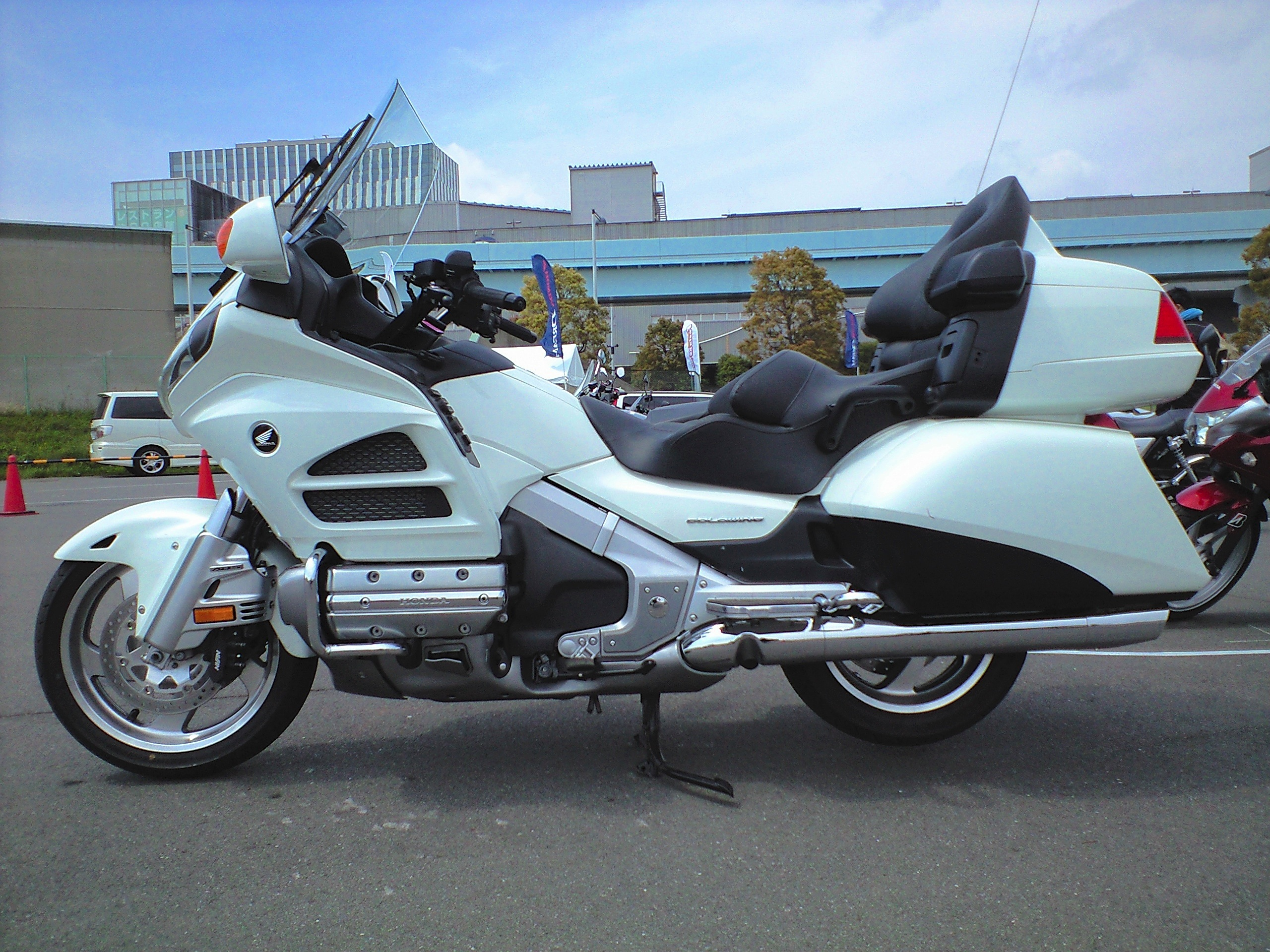
2012 Gold Wing GL1800 with windshield wiper

Honda Gold Wing (používají se i jména Goldwing nebo GoldWing) je plnohodnotný cestovní motocykl představený roku 1974 firmou Honda na motosalonu v Kolíně nad Rýnem. 
Při jejím vývoji byl kladen velký důraz na spolehlivost, což bylo vyjádřeno sloganem: "Toto je první skupina řidičů, kteří si nemusí balit do zavazadel nářadí."
Gold Wing se stal vlajkovou lodí Hondy. V průběhu následujících třiceti let se původní plochý čtyřválec 1000 cm³ vyvinul na plochý šestiválec 1800 cm³. Suchá hmotnost vzrostla z počátečních 265 kg na 389 kg u modelu GL 1800. Výkon motoru vzrostl z původních 60 kW na 88 kW (118 koní) v roce 2014. Značný nárůst byl i u hodnoty kroutícího momentu z 85 Nm na 167 Nm v roce 2014. Od modelu GL 1500 je motocykl vybaven elektrickým zpětným chodem.

## Výrobce
Honda. V letech 1975 – 1980 byla výroba zahájena v Japonsku. Během výroby modelu GL 1100 byla výroba přenesana roku 1980 do Marysville, Ohio, USA. Zde byla v roce 2010 výroba ukončena. V roce 2011 byla výroba přesunuta do prefektury Kumamoto v Japonsku. V roce 2011 nebyl uveden nový model. Modelový rok 2012 byl vyráběn v Japonsku na zařízeních převezených z původní americké továrny.

## Modely
- 1974 – 1979 Honda GL 1000 Gold Wing
- 1979 – 1983 Honda GL 1100 Gold Wing
- 1984 – 1987 Honda GL 1200 Gold Wing
- 1987 – 2000 Honda GL 1500 Gold Wing
- 2001 – 2010 Honda GL 1800 Gold Wing 1. generace vyráběná v USA
- 2011 – 2017 Honda GL 1800 Gold Wing 2. generace vyráběná v Japonsku

V r. 2018 došlo ke změně pojmenování stávajících modelů:
Jméno Honda Gold Wing má nyní motocykl, který se dříve prodával pod označením Honda F6B "Bagger". Od roku 2018 je model Honda Gold Wing "užší", "sportovnější" a "lehčí". 
Původní, těžký, plně vybavený cestovní motocykl Honda GL 1800 Gold Wing se nyní jmenuje Honda Gold Wing Tour. 

### Honda F6B Bagger
Honda F6B Bagger je odvozeným modelem řady Gold Wing. Jedná se o odstrojenou verzi, zbavenou chromovaných ozdob tak, aby oslovila i příznivce motocyklů typu cruiser. Zadní kufr je odstraněn a plexištít je velmi malý. Zásadním způsobem bylo změněno sedlo. Spolujezdec už nemá opěradlo, což je logickým důsledkem odstranění zadního kufu. Verze F6B Deluxe může být standardně vybavena malým dodatečným opěradlem. Technika motocyklu je stejná jako u standardního Gold Wingu. S výjimkou zpětného chodu, který chybí.

## Fotogalerie

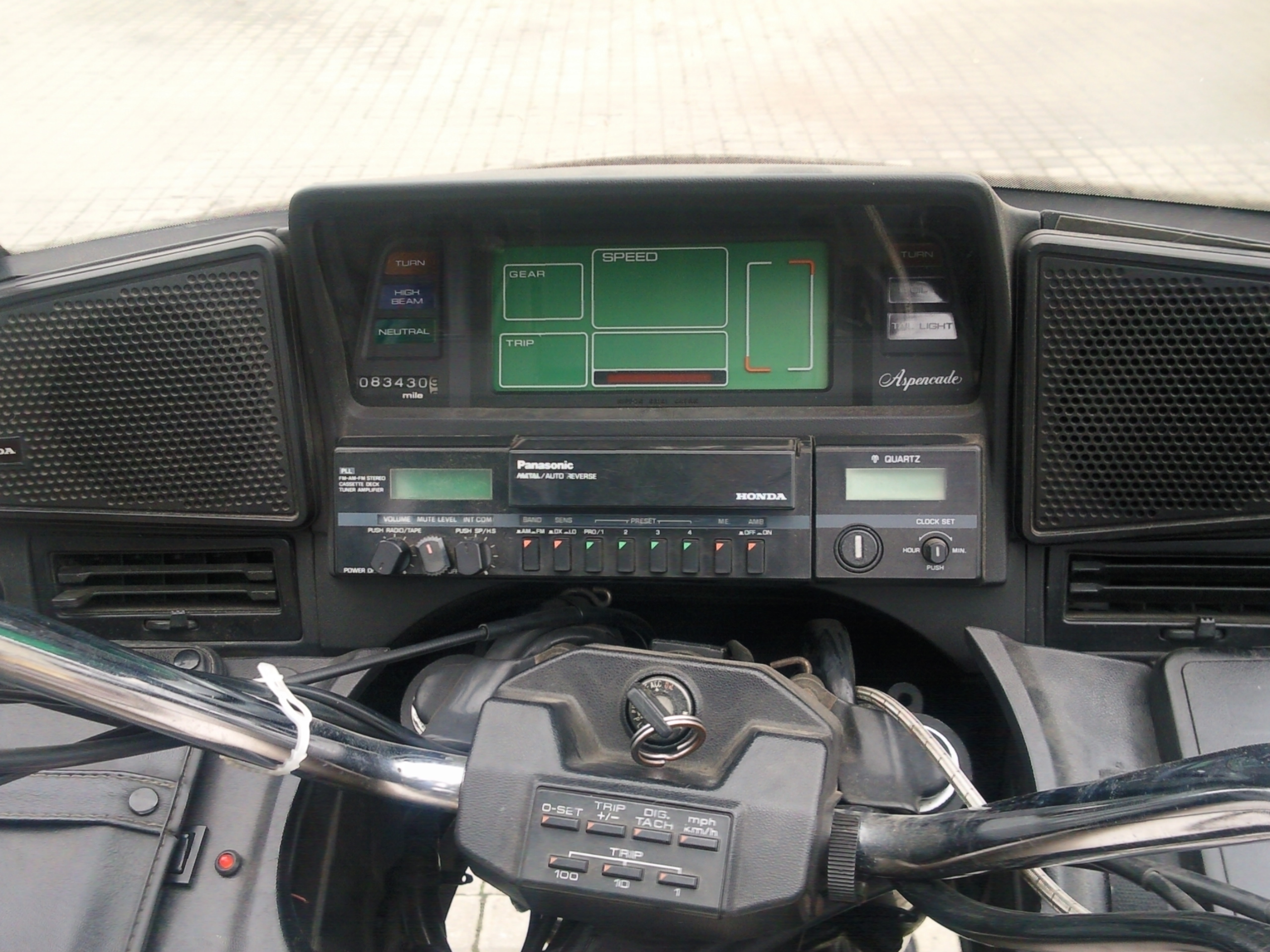
Honda GL1200 Aspencade 1984 LCD displej s audiosystémem Panasonic
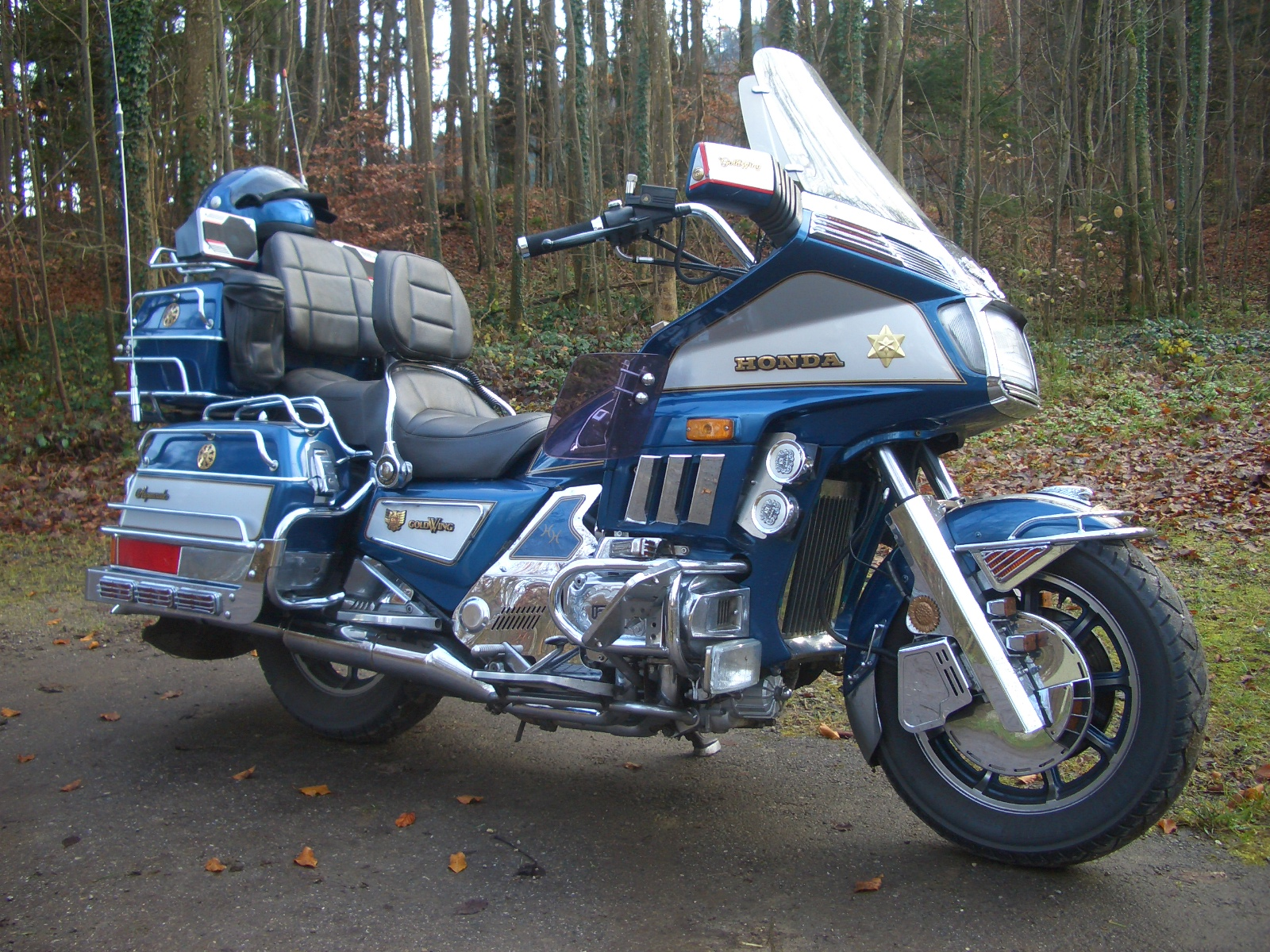
GL 1200 Aspencade, SC14, 1986
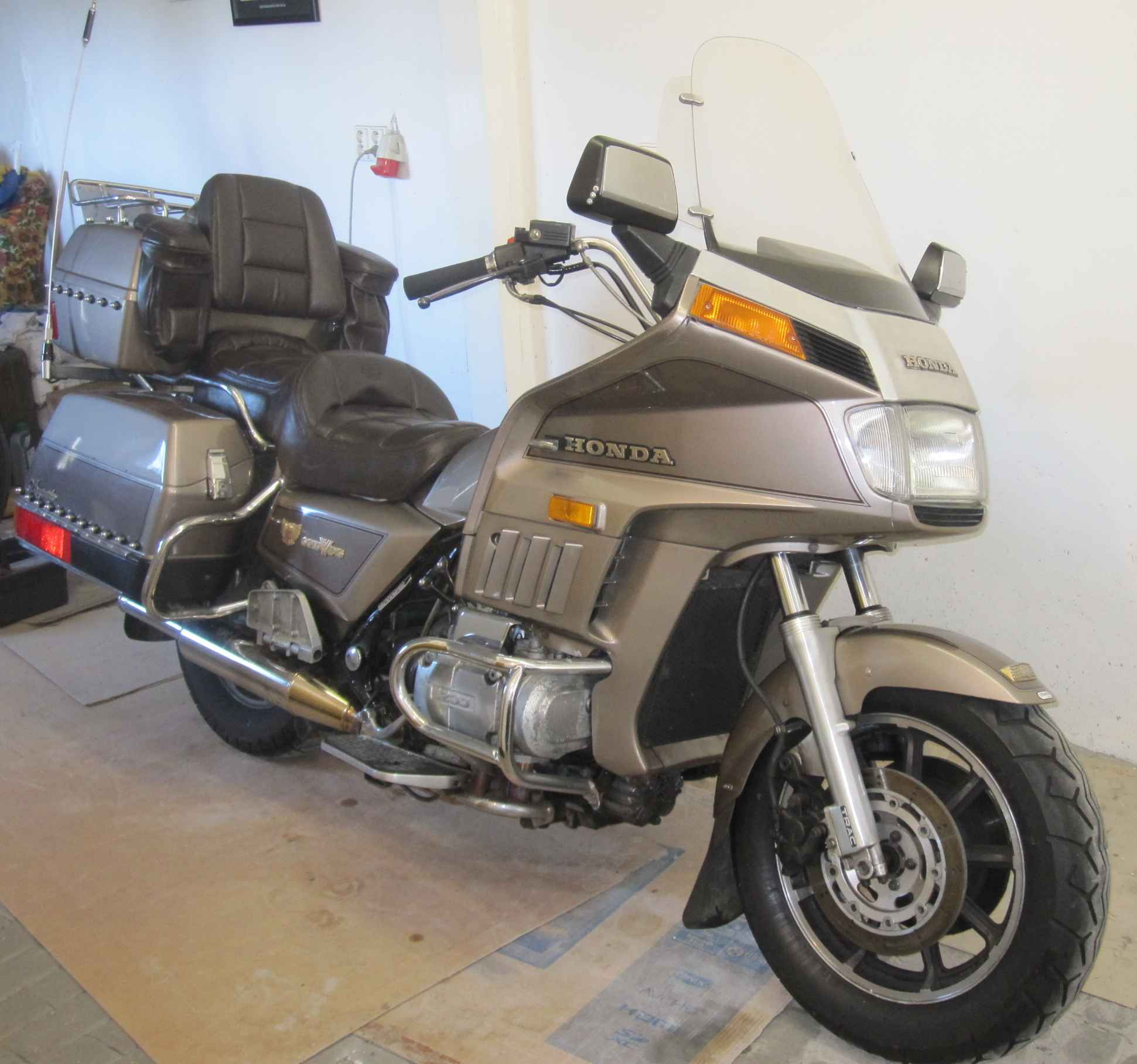
Honda Gold Wing GL1200 1984, Premium Beige Metallic
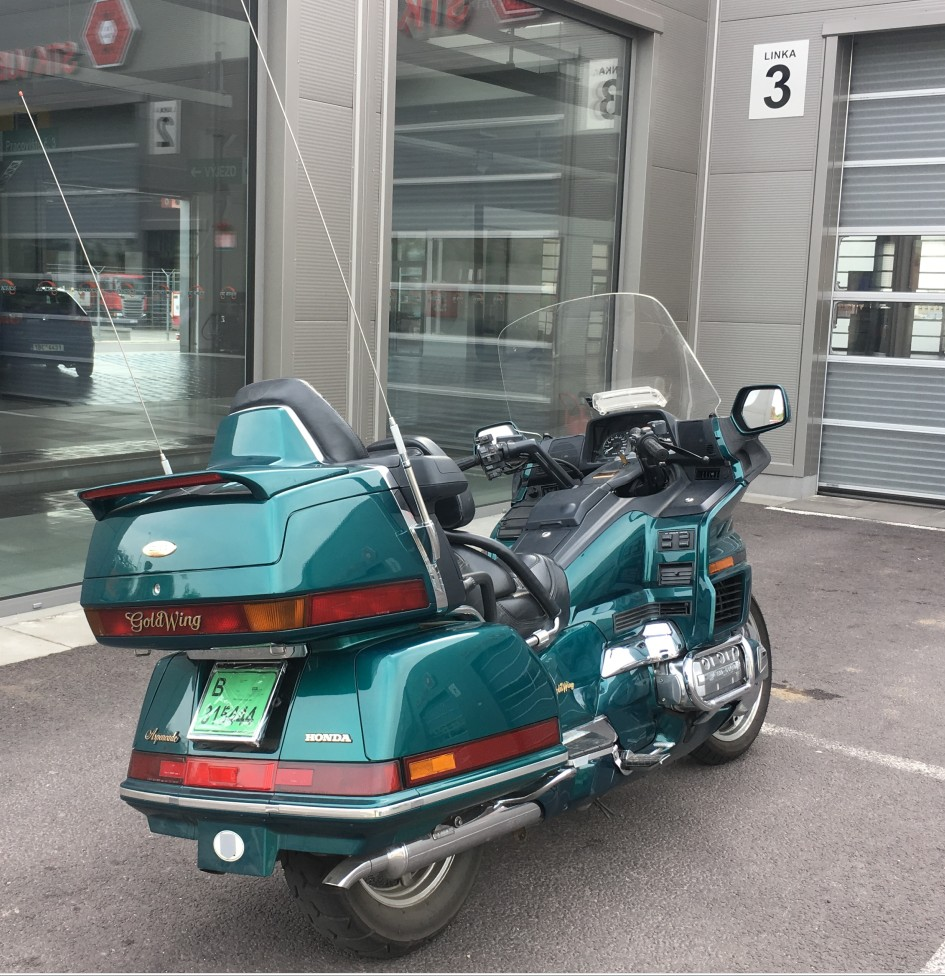
Honda Gold Wing GL1500 Pearl Sierra Green